# Nicole Brown Simpson
Nicole Brown Simpson (* 19. Mai 1959 als Nicole Brown in Frankfurt am Main; † 12. Juni 1994 in Los Angeles, USA) war von 1985 bis zur Scheidung 1992 die Ehefrau des American-Football-Spielers O. J. Simpson. Sie wurde zusammen mit ihrem Bekannten Ronald Goldman in ihrem Haus in Los Angeles ermordet. Ihr Tod führte zu einem der umstrittensten und meistdiskutierten Gerichtsverfahren in der US-amerikanischen Geschichte.

## Leben
Brown wurde 1959 in Frankfurt am Main als Tochter der Deutschen Juditha Baur und des Amerikaners Louis Brown geboren. Ihre Familie zog dann nach Dana Point in Kalifornien, wo Brown zusammen mit zwei Schwestern aufwuchs.
Kurz nach ihrem Highschool-Abschluss traf sie den Footballspieler O. J. Simpson, als sie als Kellnerin in einem Nachtklub arbeitete. Sie heiratete Simpson am 2. Februar 1985, woraufhin sich dieser vom Berufsfootball zurückzog. Das Paar bekam zwei Kinder. Nach sieben Jahren Ehe ließen sie sich 1992 scheiden.
In der Nacht zum 13. Juni 1994 fanden Nachbarn in Los Angeles, alarmiert durch Hundegebell, im Eingangsbereich der Nachbarwohnung die verstümmelten Körper von Nicole Brown und ihrem Bekannten Ronald Goldman. Zum Zeitpunkt der Morde hatten Browns Kinder in der Wohnung geschlafen. O. J. Simpson wurde festgenommen und wegen beider Morde angeklagt. Das Strafverfahren endete mit einem Freispruch. In einem Zivilprozess wurde Simpson zur Zahlung von 33,5 Millionen US-Dollar Schadensersatz an die Familien von Brown und Goldman verurteilt – ein Anspruch, der nicht vollstreckt werden konnte.

## Sonstiges
O. J. Simpson schrieb nach seinem Freispruch eine umstrittene hypothetische Biographie mit dem Titel If I Did It (englisch für: „Wenn ich es getan hätte“). Hierin beschreibt er Nicole Brown Simpson als eine gespaltene Persönlichkeit, die einerseits liebevoll, andererseits jähzornig gewesen sei. Sein Ghostwriter Pablo F. Fenjves bezeichnete dies später als fiktiv.